# Ahmed ibn Fadlan
Ahmed ibn Fadlān ibn el Abās ibn Rāšid ibn Hamād (arap. أحمد بن فضلان بن العباس بن راشد بن حماد‎) bio je arapski hroničar i putopisac iz 10. veka. Bio je ambasador Abasidskog kalifata (koji je svoj centar imao u Bagdadu) među Prabugarima na Volgi. Njegov rad poznat je po opisu sahrane za koje do danas postoje spekulacije da li se radi o Slovenima ili Vikinzima (Varjazima).

### Manuskript
Rad Ahmeda ibn Fadlana dugo je bio poznat samo u fragmentima. Tek 1923. godine manuskript je pronašao turski naučnik Zeki Velidi Togan. Manuskript MS 5229 potiče iz 13. veka i sadrži 420 stranica.

### Diplomatska misija
Ahmed ibn Fadlan otišao je iz Bagdada 21. juna 921. da služi kao sekretar ambasadora u vazalskom kraljevstvu Prabugara Volge. Diplomatska misija trebalo je da obezbedi plaćanje poreza Abasidskom kalifatu od strane Prabugara Volge. Na ovoj misiji Fadlan je zapisivao događaje, način razmene između Prabugara i finskih i slovenskih plemena Kijevske Rusije.

### Rus
Dobar deo Ibn Fadlanovog rada odnosi se na narod koji on naziva Rus (روس) ili Rūsiyyah. Još uvek se u nauci spore oko toga ko je zapravo ovaj narod. Postoji normanska škola, koja tvrdi da su narod koji je Ibn Fadlan opisao zapravo Vikinzi ili finska plemena. Druga škola govori u prilog tome da se radi o Slovenima, odnosno Rusima. Narod koji je on opisao pripadao je državi koja se danas naziva Kijevska Rusija i koja je predstavljala savez slovenskih i vikinških (varjaških) plemena.

### Opis sahrane
Ibn Fadlan priča da je i on prisustvovao sahrani jednog Slovena. Krek iznosi ceo taj dugi Fadlanov opis, u kojem se opisuje sva ceremonija pri pogrebu Slovena. Ovaj bi opis rezimiran glasio: "Sloveni su najpre nad odrom pokojnika stavljali neki krov, koji je nad njim stojao sve dotle dok se ne sašije odelo za pokojnika. Pokojnika stavljaju u čamac; ako je bogat, imanje mu podele na tri dela: jedan deo pripada familiji, drugim kupe mrtvačko odelo za pokojnika, a trećim delom nabave piće za ovu svečanost. U ovim zgodama oni se opijaju do besvesti, a poneki na ovim svečanostima od pića i umru." Fadlan zatim priča kako se i dete kakvog moćnika (obično devojčica) svojevoljno rešavalo da umre zajedno s ocem i tog dana kad je trebalo da bude spaljeno s ocem vrlo je mnogo pilo i bilo neobično veselo.
Na sam dan kad će se pokojnik spaliti zajedno sa devojčicom izvuku čamac, u kojem će pokojnik biti spaljen, na obalu, pa ga zatim dignu na lomaču, a svet ide oko lomače i nešto govori. Jedna žena, koju zovu anđeo smrti, stara se o odelu pokojnika, kao i o svemu drugom što je potrebno za ceremonijal ovog pogreba; ona i devojčicu ubija. Ibn Fadlan kaže da je ta žena bila pravi đavo: ružna, podmukla, pakosna izgleda.
Kad je sve ovo gotovo, tek onda vade mrtvaca iz groba, u kojem je ležao pod onom nadstrešnicom, i oblače ga, zatim ga stave u čamac, a kraj njega stavljaju ponude; položivši ga u čamac, bacaju u nj jedno pseto, koje su prethodno presekli nadvoje, zatim dovode dva konja i teraju ih dok se ne zapene, pa ih onda njegovom sabljom ubiju, a meso im opet bacaju u čamac; isto učine sa dva vola, koja dovode odmah posle konja. Stanovnici tog kraja kazuju onoj devojčici: "Kaži tvome gospodaru: 'Samo iz ljubavi prema tebi činim to'." – Jednoj kokoški takođe odseku glavu i bacaju je u čamac. Devojčica triput ide na lomaču i s lomače: prvi put kaže: "Gle! Ovde su mi otac i majka"; drugi put kaže: "Gle! Sad vidim sve moje pokojnike gde zajedno sede"; treći put kaže: "Gle! Tamo je moj gospodar. On sedi u raju. Raj je tako lep i zelen, u njemu su ljudi i dečaci, on me zove; odvedite me k njemu". Ona se zatim svuče, popije nekoliko čaša pića opraštajući se od života, a i zato da bi mogla da ode tamo gde joj je gospodar. Sad nastupa grozna smrt devojčice. Vežu joj konopac oko vrata i stežu dok ne umre, a "anđeo smrti" joj zarije nož između rebara. Zapale lomaču i svaki od prisutnih dodaje na lomaču po jedno upaljeno drvo; čamac zaplamti i pokojnik i devojčica i sve što je u njemu. Tada jedan Rus reče Fadlanu: "Vi, Arapi, vi ste jedan glup narod; vi zakopavate čoveka u zemlju, gde ga razdiru životinje i crvi; a mi, mi ga začas spalimo, da bi odmah otišao u raj". Za nepun sat sve se ovo pretvorilo u pepeo. Na mestu gde su izvukli čamac naprave humku i podignu spomenik od bukova drveta, beležeći ime pokojnikovo kraj careva.

### Fikcija
Ibn Fadlanova putovanja privukla su pažnju mnogih pisaca. Majkl Krikton (Michael Crichton) u knjizi Jedači mrtvih (Eaters of the Dead) stavlja arapskog ambasadora u ulogu ratnika koji ide dalje na sever u avanture inspirisane britanskom legendom o Beovulfu. Ova knjiga kasnije je adaptirana u holivudskom filmu Trinaesti ratnik s Antoniom Banderasom kao Ibn Fadlanom.

## Literatura
- Ibn Faḍlān, Aḥmad; Frähn, Christian Martin (1823). Ibn Foszląn's und anderer Araber Berichte über die Russen älterer Zeit. Text und Übersetzung mit kritisch-philologischen Ammerkungen. Nebst drei Breilagen über sogenannte Russen-Stämme und Kiew, die Warenger und das Warenger-Meer, und das Land Wisu, ebenfalls nach arabischen Schriftstellern. Von C. M. Frähn (на језику: German). Saint-Petersburg: aus der Buchdruckerei der Akademie. OCLC 457333793.
- Ibn-Faḍlān, Ahmad (1988). Voyage chez les Bulgares de la Volga (на језику: French). trad. Canard, Marius; Miquel, Andre. Paris: Sindbad. OCLC 255663160.
- al-Faqih, Ibn; Aḥmad ibn Muḥammad, Aḥmad Ibn Faḍlān, Misʻar Ibn Muhalhil Abū Dulaf al-Khazrajī, Fuat Sezgin, M. Amawi, A. Jokhosha, and E. Neubauer (1987). Collection of Geographical Works: Reproduced from MS 5229 Riḍawīya Library, Mashhad. Frankfurt am Main: I. H. A. I. S. at the Johann Wolfgang Goethe University. OCLC 469349123.

## Spoljašnje veze
- Journal of Arabic and Islamic Studies 3 (2000), sadrži "Ibn Fadlan and the Rūsiyyah", od Jamesa E. Montgomeryja
- Encyclopedia of Ukraine
- Muslim heritage
- Kroraina (језик: бугарски)